# Дольні Тршебонін
Дольні Тршебонін (нім. Unter Breitenstein) — громада та село в окрузі Чеський Крумлов Південночеського краю Чеської Республіки. Тут проживає близько 1400 жителів.
Дольні Тршебонін знаходиться приблизно в 9 км на північний схід від Чеського Крумлова, 14 км на південь від Чеські Будейовиці, і 137 км на південь від Праги.

## Адміністративні частини
Села Чертине, Дольні Свінце, Горні Свінце, Горні Тршебонін, Простредні Свінце, Штекрже та Залужі є адміністративними частинами Долні Тршебоніна.